# Melje (Maribor)

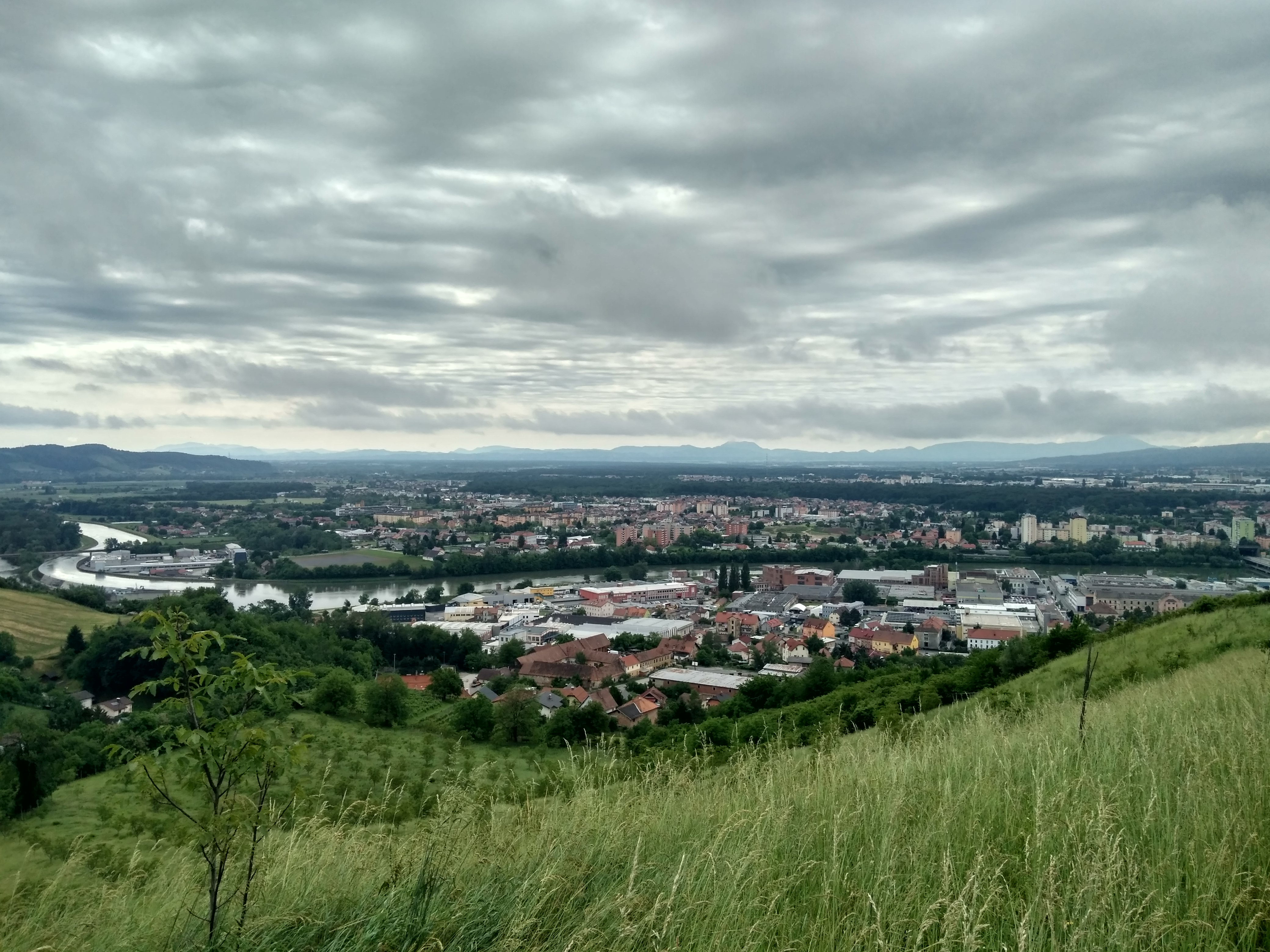
Blick auf Melje (diesseits der Drau)

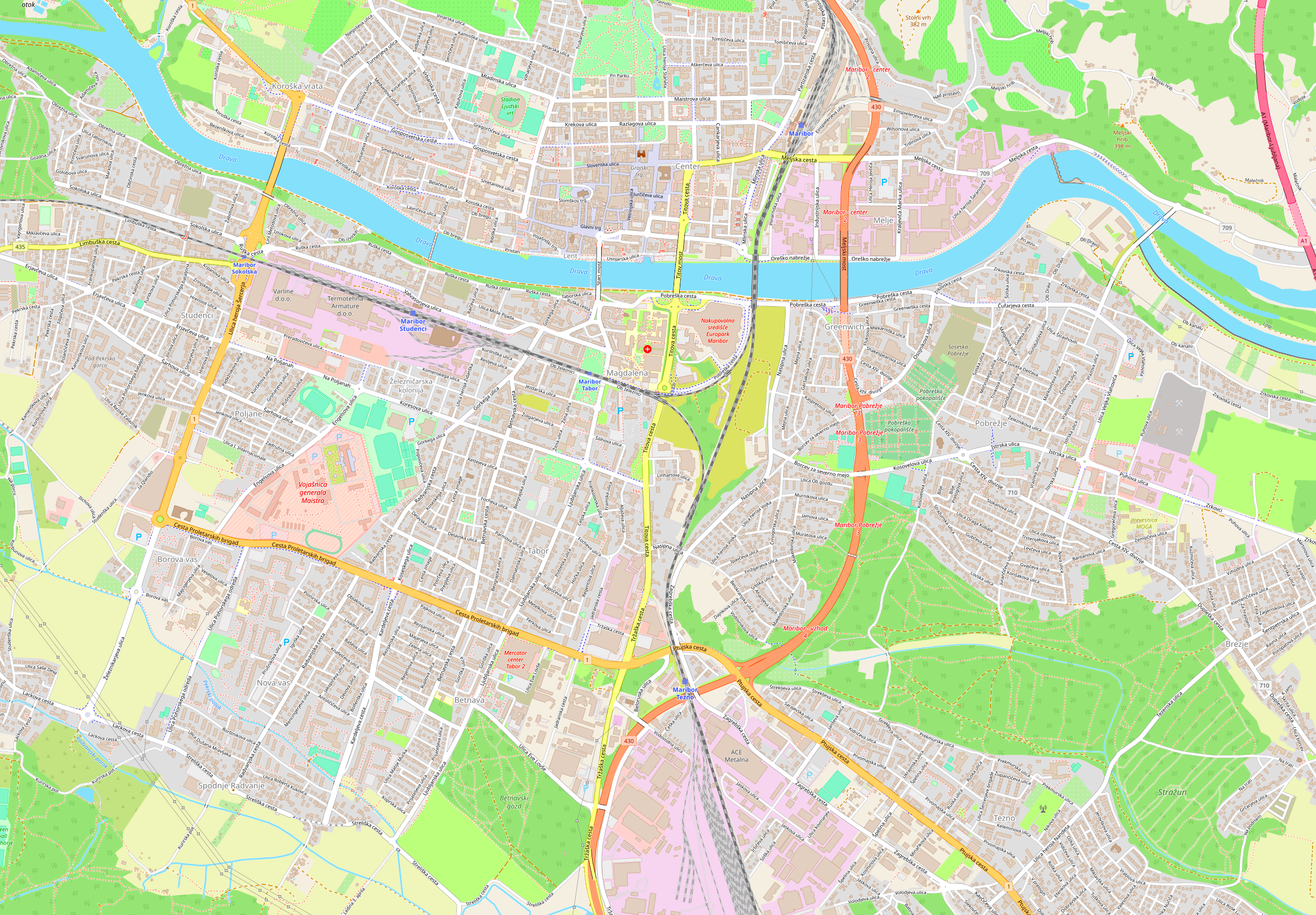
Lent, Stadtplan Maribor

Melje (deutsch Melling) ist der Name des im Stadtbezirk Center gelegenen, industriell geprägten östlichsten Stadtteils der slowenischen Stadt Maribor (Marburg an der Drau).

## Geschichte

### Mittelalter
Melling entstand als Siedlung östlich der Stadtgrenzen des mittelalterlichen Maribors am Fuß des Mellinger Berges (Meljski hrib). Der Ort wird bereits 1217 in einem Dokument des Erzbischofs Eberhard II. von Salzburg als ein Sitz des Johanniterordens genannt. Die Kommende Melling existierte bis 1803. Sie hatte ihren Sitz auf dem sogenannten Mellingerhof.

### Mellinghof
Das Herrenhaus Mellinghof (slowenisch Dvorec Melje) wurde erstmals 1164 erwähnt. Es war zunächst Sitz der Herren von Melling, später der Kommende Melling. Das Anwesen wurde im Jahr 1800 an den damaligen Pächter Alois Kriehuber verkauft, der das Herrenhaus 1844 abreißen ließ.

### Industrialisierung
Mit der Erweiterung der modernen Stadt Maribor nach Osten wurde Melje zunächst zu deren Vorort, später wurde es auch formell Teil der Gemeinde Maribor.
Im 19. und Anfang des 20. Jahrhunderts wurde Melje zum Hauptzentrum der Mariborer Industrie. Während der beiden Weltkriege war es das Hauptzentrum der Mariborer Textilindustrie, die viele Arbeiter aus den umliegenden Gemeinden (Studenci, Pobrežje, Košaki usw.) beschäftigte. Nach dem Zweiten Weltkrieg war Melje eines der drei großen Industriegebiete in Maribor (neben den Industriegebieten Tezno und Studenci).
Auch heute noch ist Melje Sitz zahlreicher großer Mariborer Industriebetriebe. Dabei nahm auch der Anteil der Handels- und Dienstleistungsaktivitäten nach der Unabhängigkeit Sloweniens deutlich zu.

### Staudamm von Melje
Der Staudamm an der Drau in Melje wurde 1968 gebaut, um Wasser in den Kanal des Wasserkraftwerks Zlatoličje abzuleiten. Der Damm in Melje erhöhte den Pegel der Drau in der Stadt erheblich, weshalb auch die Errichtung eines dauerhaften Damms erforderlich war, da ein großer Teil von Melje unterhalb des Flussniveaus liegt. Im alten Flussbett der Drau hinter den Schleusen in Melje wird die Wassermenge biologisch reguliert.